# Al-Maghtas
Al-Maghtas (en àrab: المغطس), que significa 'baptisme' o 'immersió' en àrab, és un jaciment arqueològic Patrimoni de la Humanitat de Jordània a la riba est del riu Jordà, oficialment conegut com «Betània més enllà del Jordà (Al-Maghtas)». Es considera la ubicació original del baptisme de Jesús i així s'ha venerat des d'almenys l'Imperi Romà d'Orient.
Al-Maghtas abasta dues àrees arqueològiques principals: les restes d'un monestir en un monticle conegut com a Jabal Mar-Elias i una àrea propera al riu amb ruïnes d'esglésies, estanys de baptisme i cases de pelegrins i eremites. Les dues àrees les connecta un corrent anomenat Wadi Kharrar.
La ubicació estratègica entre Jerusalem i la Ruta dels Reis ja és evident en el Llibre de Josué. Jabal Mar-Elias s'identifica com el lloc de l'ascensió del profeta Elies al cel. L'àrea fou abandonada després de la Guerra dels Sis Dies de 1967.
Després de la signatura del tractat de pau entre Israel-Palestina i Jordània el 1994, la retirada de la zona es feu després d'una iniciativa de la reialesa jordana. En el jaciment s'han fet excavacions arqueològiques. El 2015, el jaciment fou classificat Patrimoni de la Humanitat per la UNESCO, excloent-ne el costat oest del riu. Aproximadament 81.000 persones el visitaren al 2016, en la seua majoria turistes europeus, estatunidencs i àrabs.